# Ana Paula Martins
Ana Paula Mecheiro de Almeida Martins Silvestre Correia, née le 4 novembre 1965 à Bissau, est une pharmacienne et femme politique portugaise du Parti social-démocrate qui occupe le poste de ministre de la Santé dans le gouvernement du Premier ministre Luís Montenegro depuis 2024.
Elle est élue à l'Assemblée de la République lors des élections nationales de mars 2024 en tant que membre du Parti social-démocrate, représentant la circonscription de Lisbonne.

## Jeunesse et éducation
Martins est diplômée en Sciences Pharmaceutiques de la Faculté de Pharmacie de l'Université de Lisbonne en 1990. Elle obtient sa maîtrise en épidémiologie à la Faculté des sciences médicales de l'Université nouvelle de Lisbonne en 1995 et son doctorat en pharmacie clinique à la Faculté de pharmacie de Lisbonne en mai 2005,,.

## Début de carrière
Pendant plus de 20 ans, Martins est professeure adjointe à la Faculté de Pharmacie de l'Université de Lisbonne, occupe le poste de directeur des « Affaires extérieures et accès au marché » chez MSD Portugal entre 2006 et 2014 et dirige également le centre d'études de pharmacoépidémiologie de l'Association nationale de pharmacie entre 1994 et 2006.
Entre 1989 et 1992, elle est secrétaire générale de l’Ordre des Pharmaciens. Elle est présidente du Conseil de l'Assemblée générale régionale des régions Sud et Autonomes de l'Ordre des pharmaciens entre 2009 et 2015. Entre 2016 et début 2022, elle occupe le poste de présidente de l'Ordre des Pharmaciens, préside l'Institut de Santé Fondée sur les Preuves et coordonne le Centre de Pharmacovigilance de Lisbonne, Setúbal et Santarém de la Faculté de Pharmacie de l'Université de Lisbonne pendant plusieurs années. Entre décembre 2022 et janvier 2024, elle est directrice de l'hôpital de Santa Maria, à Lisbonne,.

## Carrière politique
De décembre 2021 à mai 2022, Martins est vice-présidente du PSD, sous la direction de Rui Rio. En janvier 2024, elle est candidate numéro trois sur la liste lisboète du Parti social-démocrate pour les élections législatives de 2024, derrière Luís Montenegro et Joaquim Miranda Sarmento,,.